# ملک‌های قره‌باغ

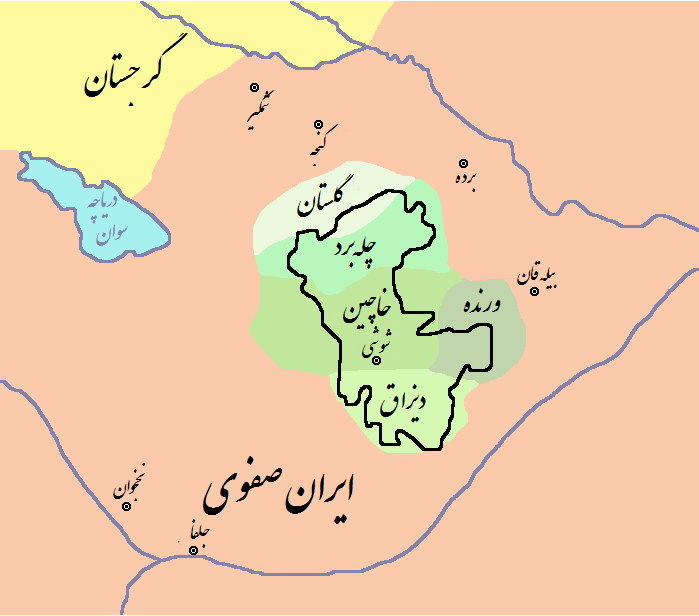
پنج مُلک یا مِلیک نشین ارمنی قره باغ

در قره باغ کوهستانی پنج ملک‌نشین وجود داشت که مِلیک های ارمنی در آن‌ها حکمرانی می‌کردند. پنج مُلک‌نشین ارمنی قره باغ، محال خمسه ارامنه یا پنج امیرنشین ارمنی قره باغ سرگذشت تعدادی از خاندان‌های حکومتگر ارمنی است که در پی تحولات ناشی از یورش مغولان و تیموریان از قرن دوازدهم میلادی به بعد در موطن خود خاچن، واقع در قره باغ فعلی به نوعی اقتدار محلی دست یافتند.
ملیک‌های پنجگانه قره باغ تا اندک زمانی پیش از چیرگی روسیه تزاری بر آن حدود در اواسط سده نوزدهم، نقش در خور توجهی در تحولات منطقه‌ای جنوب قفقاز ایفا کردند.

## تاریخ
ارمنستان در ادوار مختلف تاریخ خود، بعد از سقوط هر حکومت مرکزی به وسیله حکومت‌های محلی اداره می‌گردید. این حکومت‌های محلی که وارث افتخارات گذشته ارمنستان بودند، مانند جرقه‌های درخشانی در زیر خاکستر ادوار به حیات سیاسی خود ادامه می‌دادند.
پس از سقوط دولت اشکانیان حکومت در ارمنستان به دست مرزبانان افتاد. ولی دودمان باگراتونی و خاندان‌های روبینیان حکومت‌های مستقلی به وجود آوردند. اغلب حکومت‌های محلی به وسیله اعقاب شاهزادگان قدیمی ارمنی تداوم یافت. حکومت‌های محلی در حقیقت حلقه ارتباطی میان حکومت منقرض شده و حکومت جدید بودند.
با وجود اینکه گاه گاهی حکومت‌های محلی از طرف خارجیان تعیین می‌شده یا خراج‌گذار آن‌ها می‌گردیدند ولی هرگز ماهیت ملی خود را از دست نمی‌دادند. در قرن هفدهم به جای حکومت‌های محلی، مِلیک‌های محلی اداره نقاط مختلف را در دست گرفتند.(۱۶۰۳م) نظریات سیاسی شاه عباس مغایر با نظریات گذشتگان او بود.شاه عباس بزرگ برای اداره مملکتی که از اقوام مختلف تشکیل شده بودند، سعی داشت از رهبران خود اقوام استفاده کند تا به این وسیله یکپارچگی مملکت حفظ شود.
شاه عباس اولین پادشاهی بود که رسماً" (مِلیک یا مُلک) را به رهبران ارمنستان اعطاء کرد. مِلیک‌های ارمنی، رهبران ارمنیانی بودند که در جنگ‌های شاه عباس با عثمانی‌ها به کمک او شتافتند و در کسب پیروزی وی نقش بسزائی داشتند. به پاس این جانفشانی‌ها و فداکاری‌ها بود که شاه عباس به آن‌ها لقب مِلیک داد.
حکومت مِلیک‌ها بر قفقاز جنوبی تا استیلای حکومت روسیه تزاری ادامه داشت.
پنج مُلک‌نشین ارمنی قره باغ عبارتند از:
- گلستان یا تالش که نواحی اطراف رودخانه کورک چای یعنی حدود شهر گانزاک (گنجه) تا رودخانه تارتار را در بر می‌گرفت. خانواده ملک بیگلریان بر این ملک‌نشین حکومت می‌کردند.ملک یوسف حاکم این منطقه بود. این خانواده از شیروان آمده بود و در روستای تالش (از شمالی‌ترین روستاهای قره باغ کوهستانی) ساکن شده بود. ملک یوسف دژ گلستان را به چنگ آورد و آنجا را پایگاه خود قرار داد.[۴]
- جرابرت (مارداکرت کنونی) که حدود آن از رودخانه تارتار شروع شده و تا رودخانه خاچن می‌رسید. نسب ملک‌های این منطقه به خانواده ملک اسرائیلیان می‌رسید. مرکز و پایگاه آن‌ها دژ صعب الحصول جرموخ بود.[۵]
- سرزمین خاچن که از رودخانه خاچن آغاز گردیده تا رودخانه بالوی چای ادامه داشت. حاکمان این ملک‌نشین از خانواده حسن جلالیان بودند. نسب آن‌ها به حسن جلالی خواهرزاده زاکاره و ایوانه دراز دست می‌رسید.[۶]
- سرزمین واراندا که از رودخانه واراند شروع شده و تا دامنه جنگل‌های سلسله جبال دیزه گسترده بود. ملک‌های این منطقه از تباری کهن به نام ملک شاه نظریان بودند. نسب آن‌ها به اصیل زادگان گنجه می‌رسید.[۶]
- دیزاق یا دیزک(هادروت کنونی) که از کوه‌های به همین نام آغاز می‌گردید و به رودخانه ارس خاتمه می‌یافت.این ملک‌نشین زیر فرمان خانواده ملک آوانیان بود.[۷]

## موقعیت جغرافیایی و استحکامات مِلیک‌های قره باغ

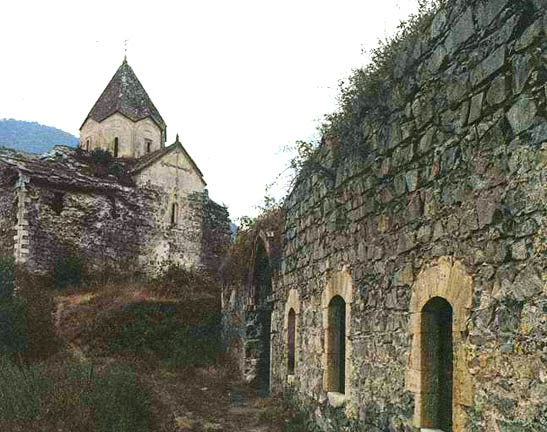
وانک یِرْایتس مانکانتس، متعلق به اوایل قرن هفدهم در قره باغ

صعب العبور بودن راه‌ها، طبیعت وحشی، کوه‌های پوشیده از جنگل و دره‌های تنگ و تاریک و کوه‌های سر به فلک کشیده خاستگاه قومی را به وجود آورده بود که همانند سرزمین خود تسخیر ناپذیر، سلحشور و مبارز بودند.
اهالی این سرزمین هنگام هجوم دشمنان، در غارها و پناهگاه‌های طبیعی و حتی در زیرزمین پناه جسته، غذای خود را از میوه درختان جنگلی و شکار موجود در آن‌ها تأمین می‌کردند و به مبارزه علیه مهاجمان تا پیروزی نهائی ادامه می‌دادند. ملیک‌ها با داشتن قلعه‌ها و استحکامات تسخیرناپذیر، صاحب اختیار سرزمین خود بودند. ملیک گلستان دارای قلعه‌ای به همان نام و در مجاورت روستای گلستان بر روی صخره‌ای مرتفع و دست نیافتنی بود.
قلعه‌ای دیگر در همان ناحیه در سرزمین تالش و مقابل وانک هورکار بنا گردیده بود. قلعه ملیک جرابرت در بالای صخره و در کنار رودخانه تارتار روبروی وانک یِرْایتس مانکانتس قرار داشت. قلعه در محل تلاقی دو رودخانه تارتار و طرفین که شبه جزیره‌ای را تشکیل داده بودند بنا شده بود.
خود منطقه نیز به همین نام معروف بود. قلعه ملیک خاچن در مجاورت رودخانه خاچن قرار داشت. یکی از قلعه‌ها در مقابل صومعه گنج‌سر قرار داشت که پوشیده از جنگل بود و به نام خوخان برد معروف بود. در این قلعه اوائل قرن سیزدهم، حسن جلالیان معروف در مقابل هجوم تارتارها، مقاومت شایان توجهی از خود نشان داد.
قلعه دیگری باز هم در سرزمین خاچن و به فاصله چند ساعت راه در مقابل وانک هاکوبیا قرار داشت. این قلعه به نام ساغساغان قلعه سی، یا قلعه زاغچه معروف بود، چون تنها زاغچه‌های تیز پر قادر بودند بر تارک برج‌های سر به فلک کشیده آن فرود آیند. قلعه ملیک واراندا در ناحیه‌ای به نام آوتارانوتس، مقابل صحرای صومعه قرار داشت.

## مِلیک‌های ارمنی قره باغ
حکومت در خاندان ملیکان موروثی بود. بعد از مرگ پدر، پسر ارشد صاحب عنوان پدر می‌گردید و دیگر فرزندان ذکور به نام بیگ خوانده می‌شدند. قوانین حاکم بر این منطقه احکام صادره از طرف ملیک‌ها، و قوانین سنتی گذشتگان بود. ملیکان دارای اختیارات بی‌حد و حصری همچون صدور حکم اعدام بودند.
ملیکان پنجگانه از طریق پیوندهای زناشویی با یکدیگر، ارتباط نزدیک برقرار کرده و در نتیجه اتحاد سیاسی به وجود می‌آوردند. در این سرزمین با کوه‌های سر به فلک کشیده و جنگل‌های انبوه بود، هیچ بیگانه‌ای قادر به سکونت نبود. ارمنیان که تعدادشان بیشتر بود تنها ساکنین قره باغ بودند.
- ملیک بیگلریان، حاکم ناحیه گلستان

ملیک بیگلریان‌ها از ناحیه اوتیک می‌باشند. عواملی که باعث مهاجرت آن‌ها از سرزمین اصلی و استقرارشان در ناحیه گلستان قره باغ گردید، نامعلوم است. تنها مطلب روشن، حکایت از این دارد که سرکرده مهاجرین اولیه که در بین افراد خود به آبو سیاه معروف بود و در موطن اصلی خود صاحب ثروت و مکنت بوده‌است.

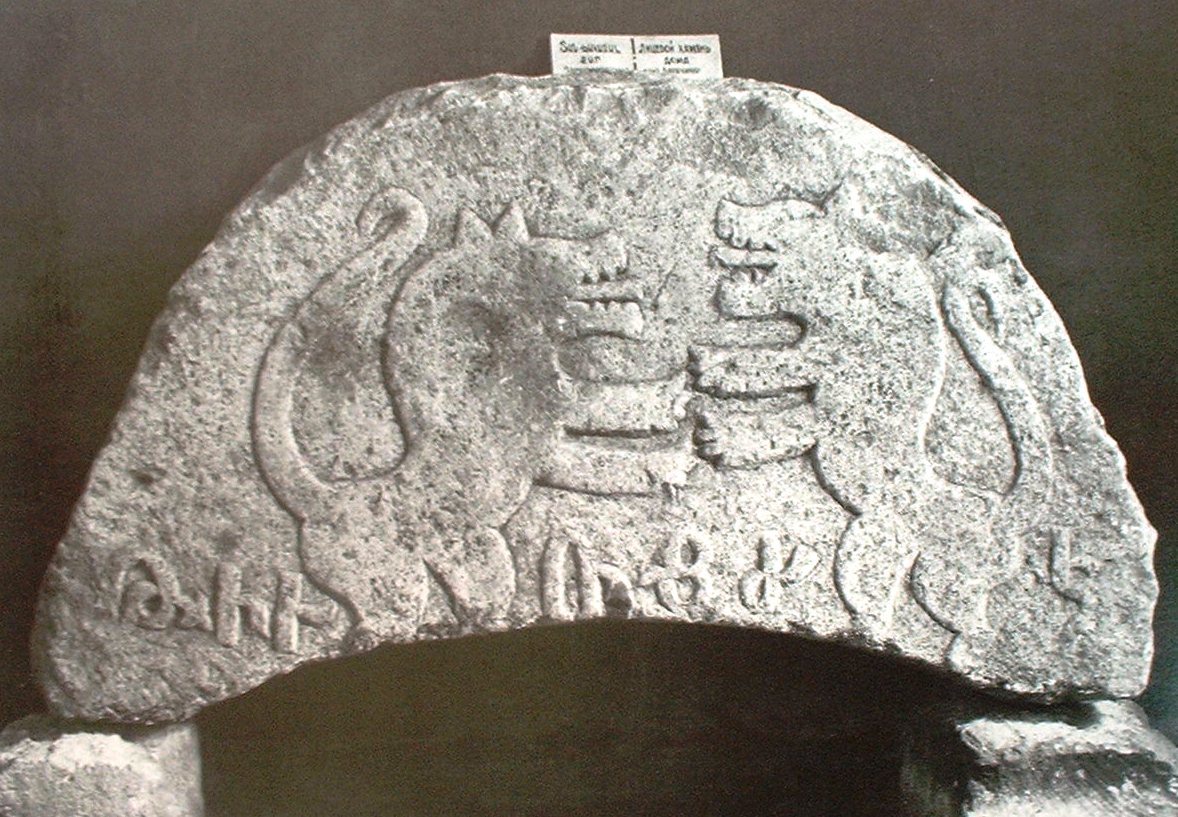
نشان ملی ملیک‌های گلستان

آبو سیاه چندین پسر داشت. پس از درگذشت او پسر ارشدش به نام ملیک بیگلر جانشین پدر گردید. ملیک بیگلر اول، همانند اجداد خود علاوه بر شجاعت با درایت نیز بود. او در حقیقت پایه‌گذار خانواده ملیک‌های گلستان است که با تصاحب سرزمین‌های مجاور قلمرو خود را توسعه بخشید. او از حکمران سابق که آبراهام آبو سیاه نام داشت، چند روستا به چنگ آورده و با دست آوردن قلعه گلستان و بازسازی پایه‌های حکومت خود را مستحکم کرده از او دو فرزند باقی ماند که پسر ارشد همچون پدر بزرگ خود آبو و پسر دیگر تمرز یا تیموراز نام داشتند.
بعد از مرگ پدر، پسر ارشد یا آبوی دوم جانشین او گردید و چون در اثر اصابت گلوله‌ای به پایش می‌لنگید به نام آبو لنگ معروف شد.
او کلیه مایملک خود را از راه غارت و تصاحب اموال دیگران اندوخته بود، او حتی زن زیبای خود به نام قمرالسلطان را نیز از این راه بدست آورده بود.
آبو دوم در سال ۱۷۲۸م درگذشت و مطابق رسوم ملیک‌ها پسر ارشد او ملیک یوسف جانشین پدر گردید. چون در این هنگام ملیک یوسف طفلی بیش نبود تا هنگام به سن بلوغ رسیدن او، اداره امور به عهده عموی وی تمرز واگذار گردید. ملیک تمرز، مقر فرماندهی خود را در محلی نزدیک وانک هورکار قرار داد. او نه به عنوان قیم و سرپرست، بلکه به عنوان ملیک اصلی آغاز به حکمرانی کرد.
وی مردی بود خودخواه و بی رحم و چون فکر تصاحب مملکت را در سر می‌پرورانید، اذیت و آزار یوسف، پسر جوان را سرلوحه کار خود قرار داد، و حتی نقشه‌ای برای از بین بردن او کشید.
ملیک جرابرت به نام آتام که با ملیک تمرز عموی او دارای روابط خصمانه بود، از در دوستی درآمد. ملیک جوان نه تنها مایل به دست آوردن سرزمین پدری خود بود، بلکه خواهان گرفتن انتقام از کسی بود که این مصائب را برای او فراهم کرده بود، لذا پس از اتحاد با ملیک آتام به قلعه عموی خود حمله کرد و پس از چند روز جنگ سخت موفق به تسخیر قلعه و اسیر کردن ملیک تمرز شد. به دستور یوسف او را از درخت چناری بدار آویختند و خود اداره امور سرزمین پدری را به عهده گرفت.
ملیک تمرز پسری به نام ساروخان بیگ داشت که در سال ۱۷۲۳م فرمانده یکی از چهار گروه نیروهای قره باغ بود. مادر ملیک یوسف، قمر سلطان که زنی باهوش و با درایت بود با راهنمایی و ارشاد فرزندش باعث پیشرفت او گردید. مرگ او در سال ۱۷۵۳م اتفاق افتاد و با تشریفات خاصی در فبرستان خانوادگی ملیک بیگلریان‌ها که روبروی وانک هورکار واقع بود به خاک سپرده شد.
- ملیک ایسرائیل‌ها ساکن در جرابرت[۱۲]

دربارهٔ منشا خانواده ملیک ایسرائیلها اطلاع اندکی در دست است. از نوشته‌های یک دستخط چنین استنباط می‌گردد که پسر ملیک ایسرائیل‌ها، به نام یسائی بدنبال بقتل رساندن خان بزرگ سیونیک که نسبت به خواهر او سوء نظر داشته، در سال ۱۶۸۷م به اتفاق گروه بیشماری از یارانش و خانواده هایشان به سرزمین قره باغ کوچ کرده‌است.
بعد از مرگ ملیک یسائی برادران او نخست الله قلی خان سلطان و سپس ملیک آتام به حکومت رسیدند. در زمان حکمرانی آنان، هردوی آن‌ها سرزمین‌های بیشتری را تصاحب کرده و به قلمرو خود افزودند.
ملیک آتام قصر و قلعه باشکوهی در نزدیکی خرابه‌های باستانی قرن دوازدهم میلادی و مقر حکمرانی واهرام شاه امیر خاچن شامخور بنا کرد. هر چند هنگام نیاز به پناه گاه از قلعه تسخیر ناپذیر جرابرت استفاده می‌کرد.
- خانواده ملیک حسن جلالیان ملیک خاچن

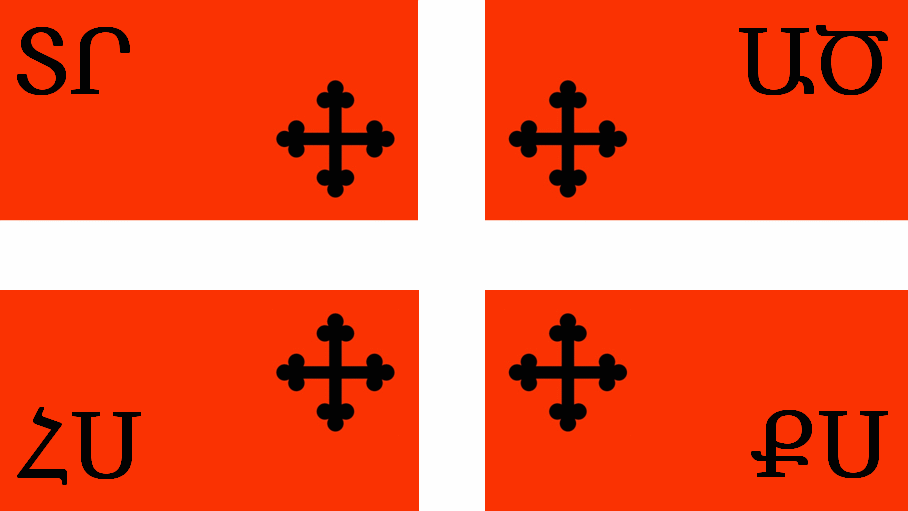
پرچم ملوکانه منطقه خاچن از ۱۲۱۴م تا ۱۷۵۰م

از ملیک‌های پنجگانه سرزمین قره باغ تنها خاندان ملیک خاچن از ساکنین و بومیان قره باغ بوده و بقیه مهاجر بودند. ملیک جلالیان‌های خاچن را می‌توان از خانواده‌های قدیمی این سرزمین به حساب آورد، زیرا آن‌ها بازماندگان حسن جلالیان معروف هستند. طی سده‌های متمادی بر تعداد افراد این خانواده به قدری افزوده شد که تیره‌هایی مختلف این طابفه در سراسر منطقه پراکنده شدند. این موضوع بالطبع باعث عدم سازش آن‌ها با یکدیگر شده در نتیجه سبب تضعیف آنان گردیده.
به رسم معمول جاثلیق‌های صومعه گنج سر از افراد این خانواده انتخاب می‌شدند و این امر وسیله تقویت حکومت سیاسی آنان می‌گردید. در قرن شانزدهم سه برادر از خانواده حسن جلالیان نام و عنوانی کسب کرده بودند:

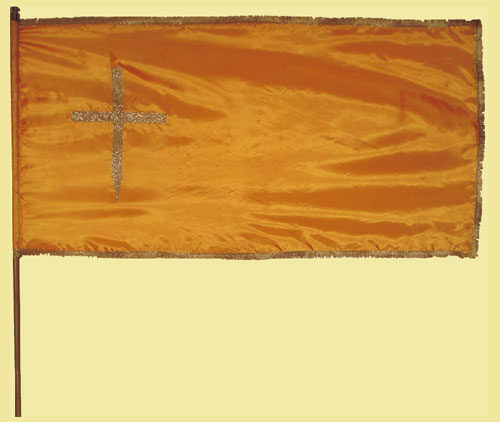
پرچم خانواده ملیک حسن جلالیان

(جاثلیق یرمیا، ولیجان بیگ سوم و مولکی بیگ. جاثلیق یرمیا در سال ۱۷۰۰ و ولیجان بیگ در ۱۶۸۶م درگذشتند. پسر ولیجان به نام یسائی به جاثلیقی انتخاب گردید.)
مولکی بیگ نیز در سال ۱۷۱۶م درگذشت و از او دو فرزند ذکور باقی ماند. پسر ارشد او ملیک گریگور و فرزند دومش ملیک الهوردی نام داشتند. ملیک گریگور شخصی بود با تدبیر و سخنور و به سبب آن که رنگ موی او طلائی بود ایرانیان و عثمانی‌ها به او لقب ساری ملیک داده بودند. او در اوائل حکمرانی خود فتوحاتی انجام داد، ولی بعدها از زندگی دنیوی دست کشیده و به کسوات روحانیون درآمد و در صومعه گنج سر گوشه عزلت برگزید.
از این رو برادر کوچک او ملیک الهوردی به حکومت خاچن منصوب گردید پس از مرگ وی نیز پسر ارشد او که هشت فرزند داشت اداره امور را به دست گرفت. یکی از این هشت فرزند جاثلیق سرپرست صومعه گنج سر گردید که بعداً" به دستور حاکم شوشی به قتل رسید.
- خانواده ملیک شاه نظریان ساکن واراندا

آراکل داوریژتسی تبریزی تاریخ نویس ارمنی چنین می‌نویسد:
<<شاه عباس، بعد از عزیمت از تفلیس به سوی گغامیا (گغاماباک) اردوی خود را در آنجا برپاداشت، ولی خود شاه در روستای مازراآ مهمان ملیک شاه نظر گردید. ملیک شاه نظر مسیحی ارمنی بود و چنان پذیرایی شایانی از شاه به عمل آورد که جزو محارم او گردید. شاه عباس علاوه بر دادن انعام و بخشیدن خلعت شاه نظر با فرمانی جداگانه لقب ملیک به او اعطا نموده و حکمرانی سرزمین‌های دیگری را نیز به او و برادرش واگذار کرد. بعلاوه طی فرمانی با مهر شاه، حکومت سرزمین‌های اعطایی، نسل اندرنسل در خانواده او موروثی گردید.
در سال ۱۶۸۲م هجوم قبایل کوه نشین قفقاز، سرزمین‌های آباد را به ویرانه مبدل کرد. پسر ملیک شاه نظر به نام ملیک حسین و برادرزاده او ملیک میرزابیگ به نام ملیک باغین به ناچار با گروهی از یاران و خانواده هایشان سرزمین‌های اطراف دریاچه سوان را رها کرده به قره باغ نقل مکان کردند و روستای آوتارانوتس در سرزمین واراندا را برای سکونت خود برگزیدند.
آنان در سرزمین جدید اقدام به ساختن کلیسا، صومعه و قلعههای متعدد کردند که تا امروز آثار آنها باقی است. در سال ۱۷۲۱م اقوام کوهستانهای قفقاز مجدداً" دست به تاراج و تهاجم زدند و ساکنین گانزاک و شروان را مورد هجوم قرار داده و تا نزدیکی‌های رودخانه ارس پیش روی کردند، ولی به محض نزدیک شدن به سرزمین واراندا، ملیک باغین در مقابل آن‌ها قد علم کرده و آنان را از سرحدات سرزمین خود دور راند. این عمل و کارهای همانند آن اعتماد مردم را نسبت به خانواده شاه نظر جلب کرد، چنانکه مردم آن‌ها را با جان و دل پذیرا شدند.>>
- خانواده ملیک آوانیان‌ها ساکن دیزک[۱۹]

خانواده ملیک آوانیانها، مهاجرینی از روستای لوری بودند. در قرن شانزدهم میلادی لوریس ملیکیانها در سرزمین اصلی خود قدرتی یافته و ملیک آوان که پسر یک فرد روحانی به نام غوکاس بود، حکمرانی می‌کرد. ملیک آوان با ملیک الیزباری که قسمتی از سرزمین لوری و پامباک دزور، دره پامباک را تصرف کرده بود، در حال جنگ بود.

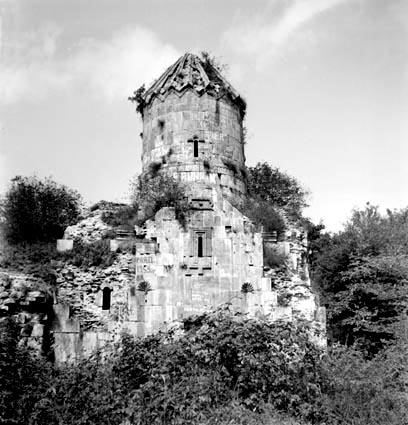
گدیچاوانک، متعلق به قرن سیزدهم در قره باغ، منطفه هادروت

ملیک آوان بعد از مدتی جنگ به علت عدم توانایی در مقابل با دشمن به همراه پدرش غوکاس و افراد تحت نفوذ خود ناچار ترک دیار کرده و به سرزمین دیزک قره باغ مهاجرت کرد و در روستای دوق استقرار یافت. در این محل پدر او گدیچاوانک را بازسازی کرده و به مرکز دینی تبدیل کرد. ملیک آوان نیز در روستای دوق کلیسای بزرگی بنا کرد و در اطراف روستا باروئی مستحکم ساخت که تا امروز قصر وی در روستای مزبور با کتیبه‌هایی که به زبان ارمنی بر دیوارهای آن کنده شده‌است، باقی است و وارث خانواده آوانیان‌ها که در تهاجمات ابراهیم خلیل جوانشیر ناچار به قبول دین اسلام گردیده‌اند در آنجا بسر می‌برند.
آن‌ها با افتخار نام ملیک آوان را یاد می‌کنند و هر سال در اعیاد مذهبی، مراسم یادبود بر مزار او برگزار می‌کنند و یک هفته قبل از عید پاک، مراسم مخصوص مذهبی برای شادی روح آن به عمل می‌آورند.
ملیک‌های خاچن بومی و بقیه به علت تهاجم بیگانگان از سرزمین اصلی خود کوچ کرده و در نواحی کوهستانی و صعب العبور و پوشیده از جنگل ساکن شده و حکومت‌های محلی قدرتمند به وجود آوردند.

## ملیک‌های پنجگانه در اوایل قرن هیجدهم میلادی

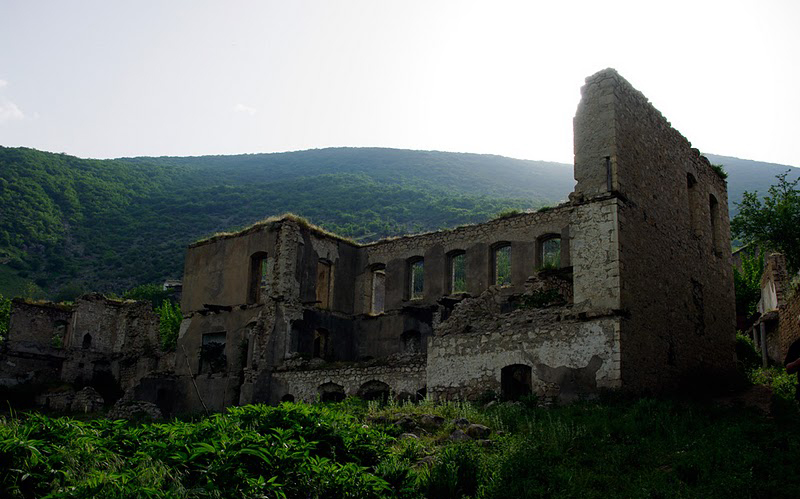
عمارت ملیک یگان فرزند غوکاس

- در اوایل قرن هیجدهم میلادی ملیک‌های پنجگانه عبارت بودند از:
- در گلستان ملیک آبو از خانواده ملیک بیگلریانها
- در جرابرت ملیک یسائی از خانواده ملیک ایسرائیلها
- در خاچن ملیک گریگور از خانواده حسن جلالیان و بعد از او برادرش ملیک الهوردی
- در واراندا ملیک حسین از خانواده شاه نظریانها
- در دیزک ملیک یگان فرزند غوکاس